# Alice Bier Zandén
Alice Esther Bier Zandén (* 26. September 1995) ist eine dänisch-schwedische Schauspielerin.

## Leben und Karriere
Zandén wurde am 26. September 1995 geboren. Sie ist die Tochter der dänischen Filmemacherin Susanne Bier und des schwedischen Schauspielers Philip Zandén und die Nichte der Schauspielerin Jessica Zandén. Sie studierte an der Danish National School of Performing Arts.
Ihr Debüt gab sie 2016 in der Fernsehserie The Night Manager. Anschließend war sie 2017 in dem Kurzfilm Alice Is a Nice Girl zu sehen. 2019 trat sie in Skøge auf. Unter anderem spielte sie 2020 in Helden der Wahrscheinlichkeit – Riders of Justice mit. 2023 bekam Zandén in dem Netflixfilm Ehrengard: Die Geschichte einer Verführung die Hauptrolle.

## Filmografie
- 2016: The Night Manager (Fernsehserie, 2 Episoden)
- 2017: Alice Is a Nice Girl (Kurzfilm)
- 2018: 25 (Kurzfilm)
- 2019: Skøge (Kurzfilm)
- 2019: Before Bloom (Kurzfilm)
- 2020: Helden der Wahrscheinlichkeit – Riders of Justice (Retfærdighedens ryttere)
- 2022: Ehrengard: Die Geschichte einer Verführung (Ehrengard: The Art of Seduction)